# Europeiska kol- och stålgemenskapens flagga
Europeiska kol- och stålgemenskapens flagga var en flagga som användes av Europeiska kol- och stålgemenskapen mellan 1985 och 2002. Den bestod av ett antal stjärnor på ett blått och ett svart fält. Det blåa fältet representerade stål och det svarta kol. Antalet stjärnor var ursprungligen sex till antalet, en för varje medlemsstat. I takt med att fler medlemsstater anslöt sig under 1970- och 1980-talet utökades antalet stjärnor, slutligen till tolv. När Finland, Sverige och Österrike tillkom 1995 ändrades dock inte antalet stjärnor.
När Europeiska kol- och stålgemenskapen upphörde att existera den 23 juli 2002 och uppgick i Europeiska gemenskapen halades flaggan för en sista gång utanför Europeiska kommissionens säte i Bryssel.